# エゲーズ
エゲーズ （Aiguèze）は、フランス、オクシタニー地域圏、ガール県のコミューン。

## 地理

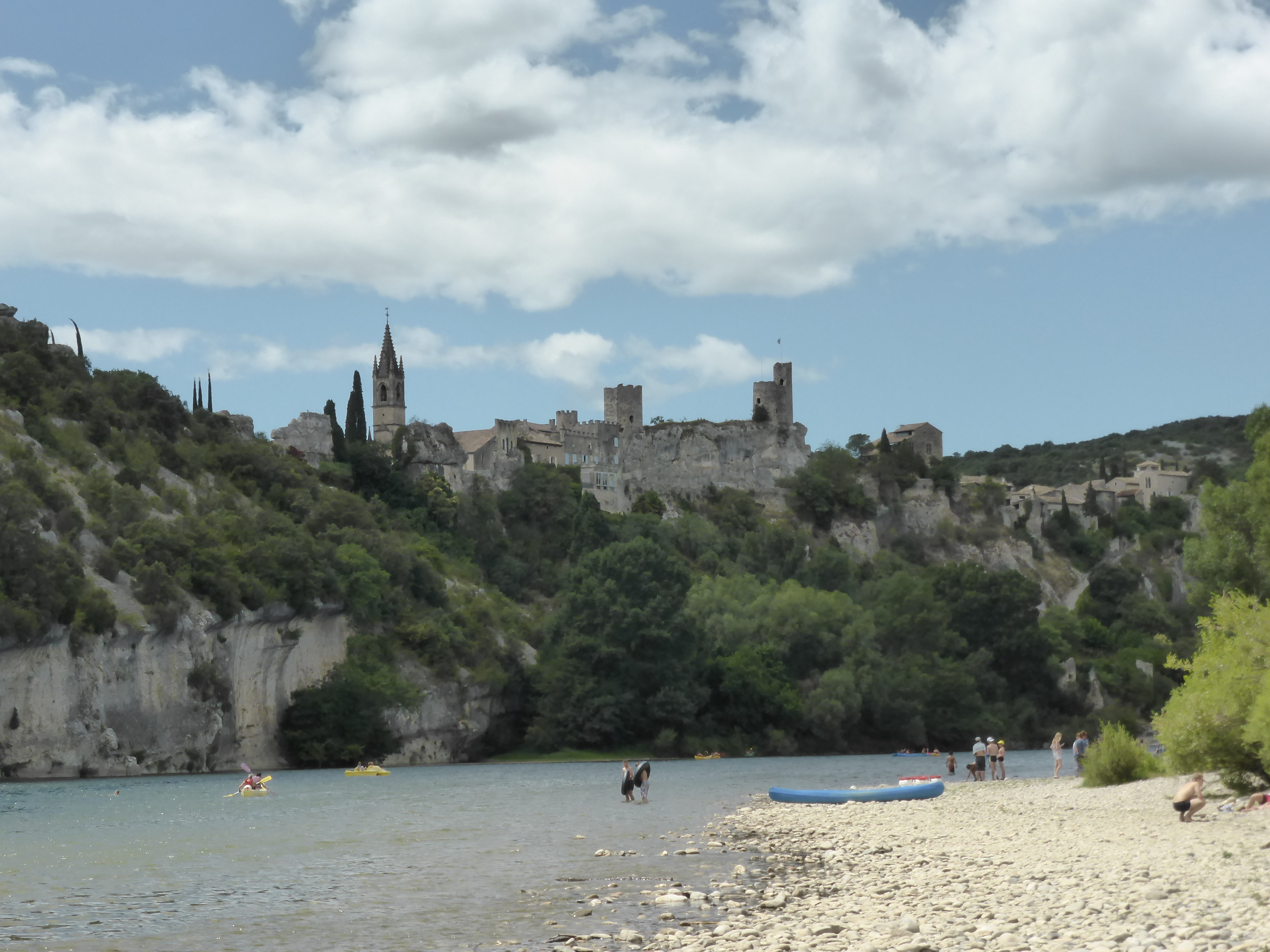
川からの眺め

フランス革命以降、エゲーズはその領域を割譲し、新たなコミューンのラヴァル＝サン＝ロマン（ガール県）、サン＝マルタン＝ダルデシュ（アルデシュ県）が誕生した。コミューンは主に、アルデシュ川峡谷に面した、広大なウルゴニア台地（標高300mから400m）の端にある森林とギャリグ（fr、地中海地域特有の植物相で、石灰岩質の土壌で自生する低灌木の茂み）で構成されている。アルデシュ峡谷の南半分が、エゲーズの領域である。アルデシュ川の北側から眺めたこの村は、川に対して張り出しているように見えるが、実際にはわずかながら櫛状である。狭い石灰岩の壁が垂直に崖の先端を高くし、古くから要塞の設置を可能にした（11世紀から12世紀にかけて建設された塔とダンジョンの遺構が村南部を見下ろす。北側からはアルデシュ川の終わりからローヌ川とヴァントゥー山まですべて見通せる）。
テロワールの残りの部分は、ブドウ畑やオリーブ畑に適した古代の沖積層で構成される。

## 歴史
アルデシュ峡谷の終わりで川を見下ろす崖の上に腰かけており、エゲーズ要塞（11世紀から12世紀）は、エゲーズ男爵（トゥールーズ伯家臣）とヴィヴィエ司教伯との対立を思い起こさせる。こうした領主間戦争は、アルビジョワ十字軍で終わりを告げ、フランス国王と同盟したローマ教皇が勝利した。
百年戦争の間、この地方は繰り返し野盗集団（脱走兵や強盗）に襲われた。それはジャックリーの時代だった。この地域では、テュシャン（イングランド兵やガスコーニュ兵の狼藉に耐えかねて反乱を起こした人々）らが、駐屯兵に酒を飲ませて酔わせるなどして、いくつかの都市を掌握した。フランス王は、自らが命じて本物の部隊を動員し、建物の上から下までを破壊させた。
1384年にはエゲーズで9回火事が発生したが、そこには武装した500人の男たちと、1000人以上の住民たちがいた。エゲーズが復活することはなかった。
15世紀後半、人口が一時的に回復した。外からの攻撃に備えた、防御壁のある病院が建設された。次の世紀には、教会が拡張され、多くの建物が建てられた。多くの住宅には、11世紀から12世紀にかけてつくられたロマネスク様式の丸天井があり、ルネサンス時代の窓があった。
19世紀は、高く栽培や小規模な牧畜で、相対的に農業が繁栄した。アルデシュ川を見下ろすラ・ロック地区に、絹糸の紡績工場が建設された。19世紀の終わり、フィロキセラ危機でブドウ畑が全滅した（19世紀フランスのフィロキセラ禍）。20世紀初頭には2つの側面があった。エゲーズは第一次世界大戦で大きな犠牲を払った。出兵した健康な男性の1/3が帰らなかった。しかしながら、エゲーズにゆかりある、ルーアン大司教フュゼ閣下のおかげで、中世の特徴を保存しながらエゲーズは変わった。1915年頃、プラタナスを植林し、ルーレットの一種であるブールを開発し、教会を改修した（八角形の鐘楼がゴシック様式になり、身廊にネオ・ゴシック様式のフレスコ画が描かれた）。古い漁業の集落ボリアンの遺跡が建つ、カステラスからアルデシュへと続く道、エスカロの修復も行われた。1905年以降、ブランシスリ地区で吊り橋がアルデシュ川に架けられ、エゲーズとサン＝マルタン＝ダルデシュがつながった。

## 人口統計
2016年時点のコミューン人口は214人で、2011年時点の人口より4.04%減少した。
| 1962年 | 1968年 | 1975年 | 1982年 | 1990年 | 1999年 | 2006年 | 2016年 |
| ------ | ------ | ------ | ------ | ------ | ------ | ------ | ------ |
| 190    | 206    | 161    | 182    | 215    | 204    | 218    | 214    |

参照元:1962年から1999年までは複数コミューンに住所登録をする者の重複分を除いたもの。それ以降は当該コミューンの人口統計によるもの。1999年までEHESS/Cassini、2006年以降INSEE

## 史跡
- サン・ロック教会 - 歴史的記念物[6]
- シャボ洞窟 - 旧石器時代の洞窟。洞窟装飾が残る。歴史的記念物[7]
- オー・ポワン洞窟 - 旧石器時代の洞窟。洞窟装飾が残る。歴史的記念物[8]
- ピエ・ド・ムニエのドルメン - 歴史的記念物[9]

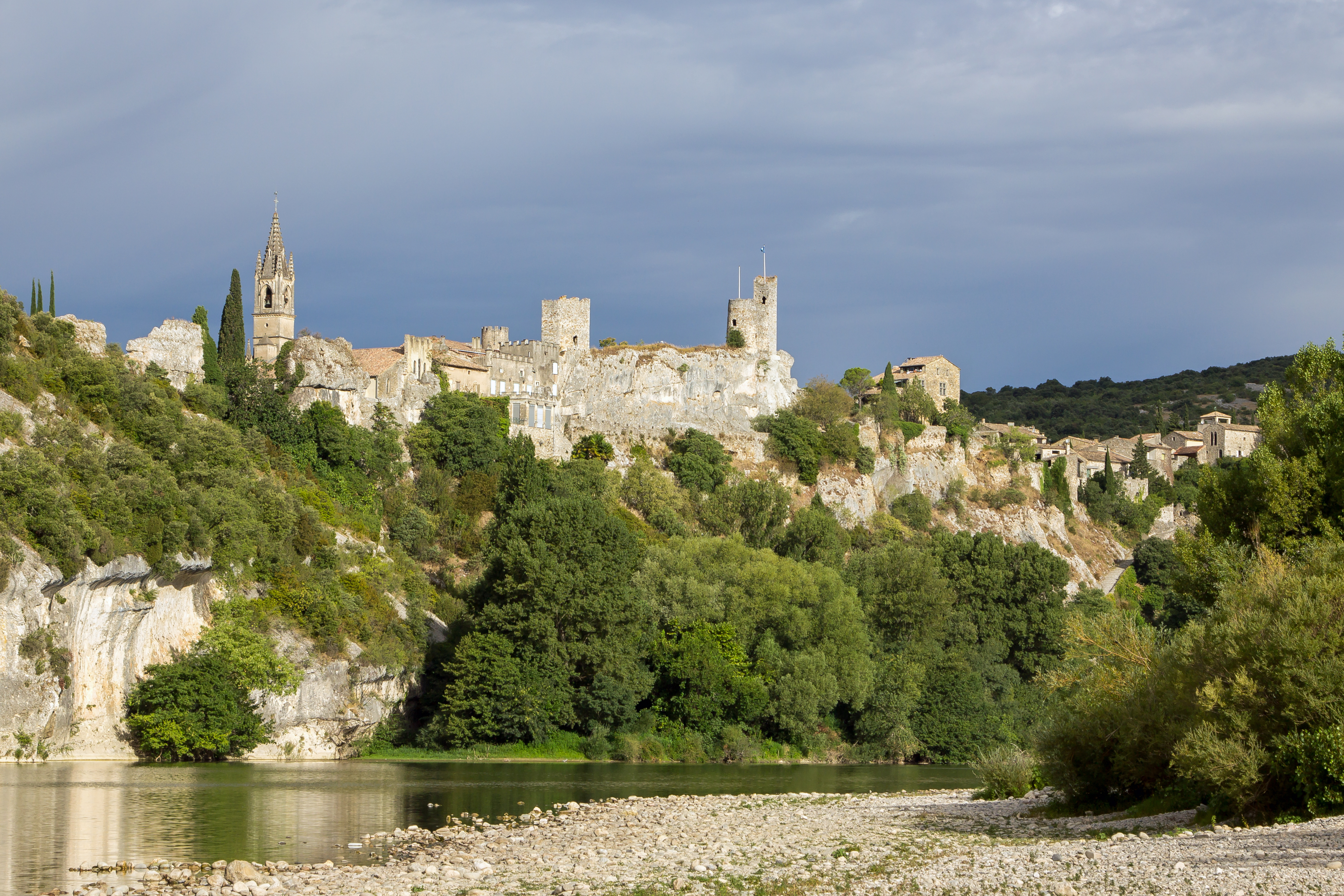
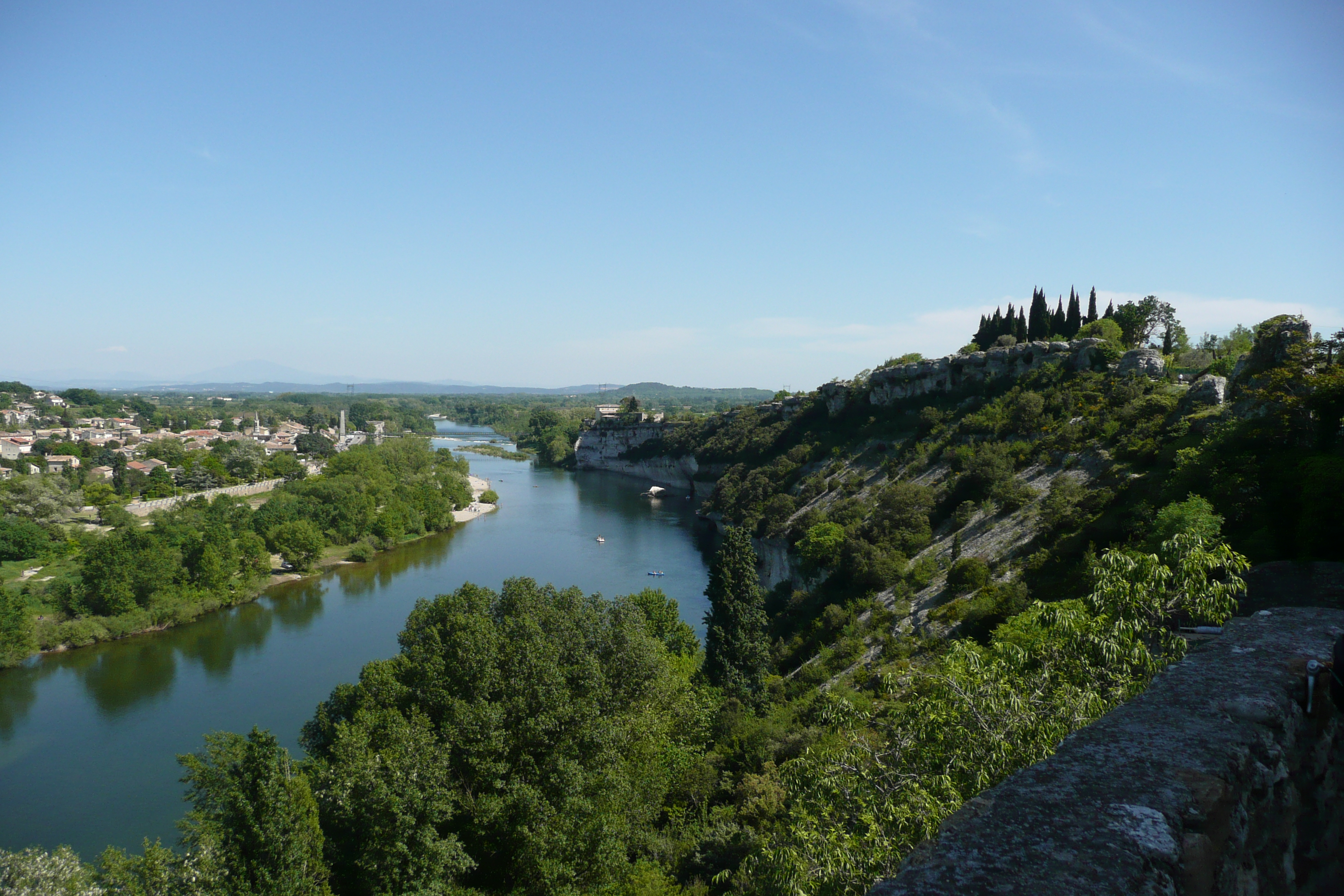
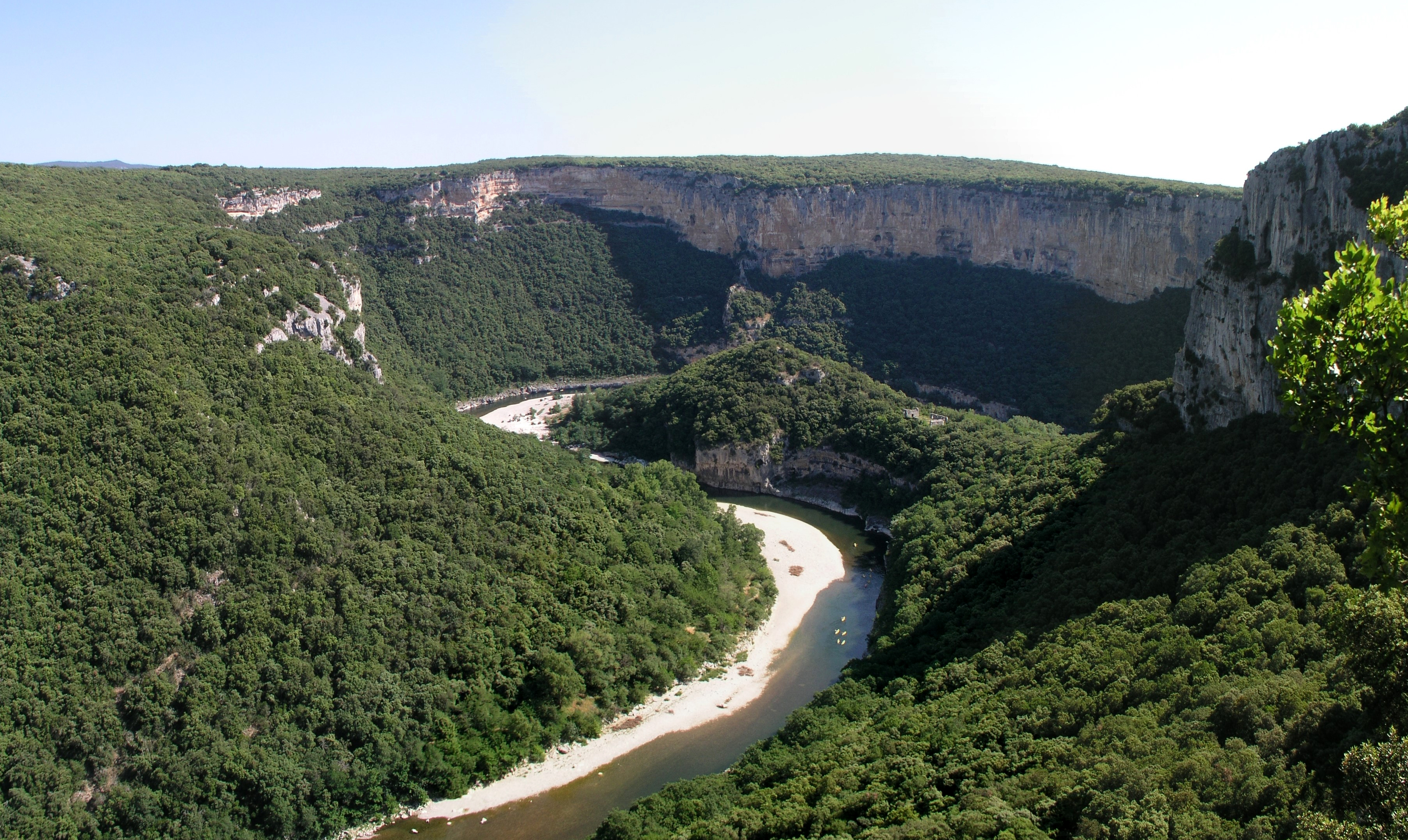
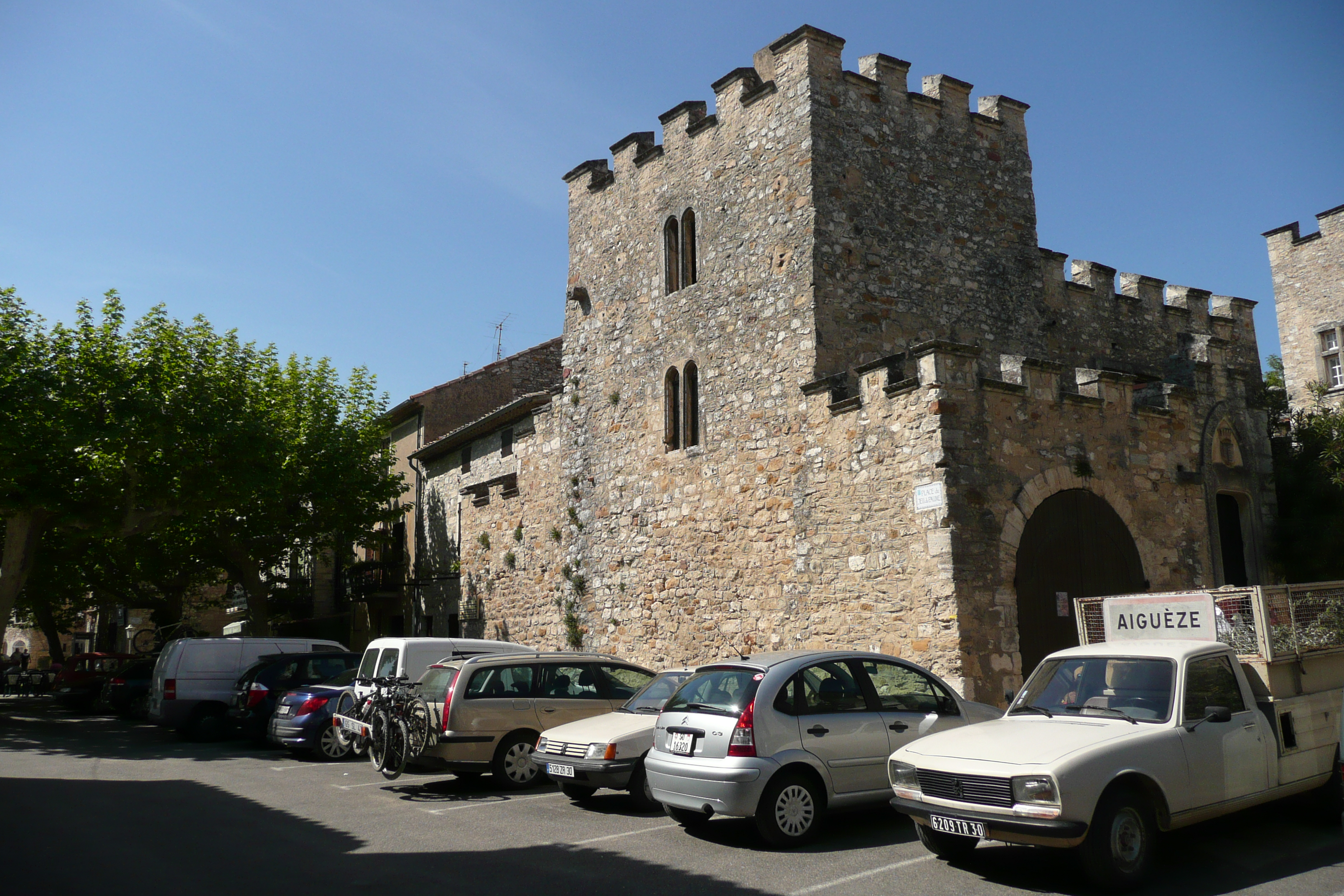
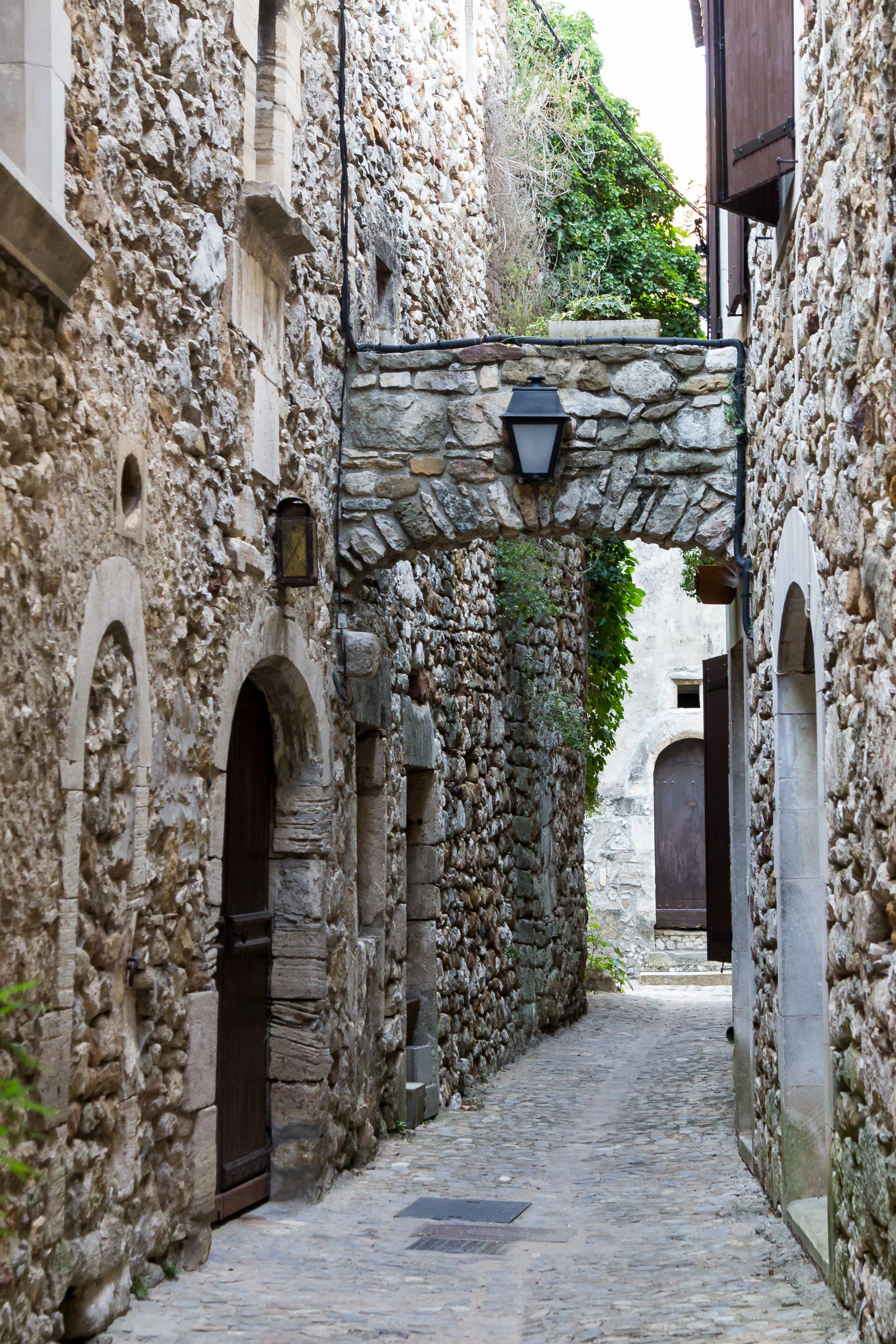
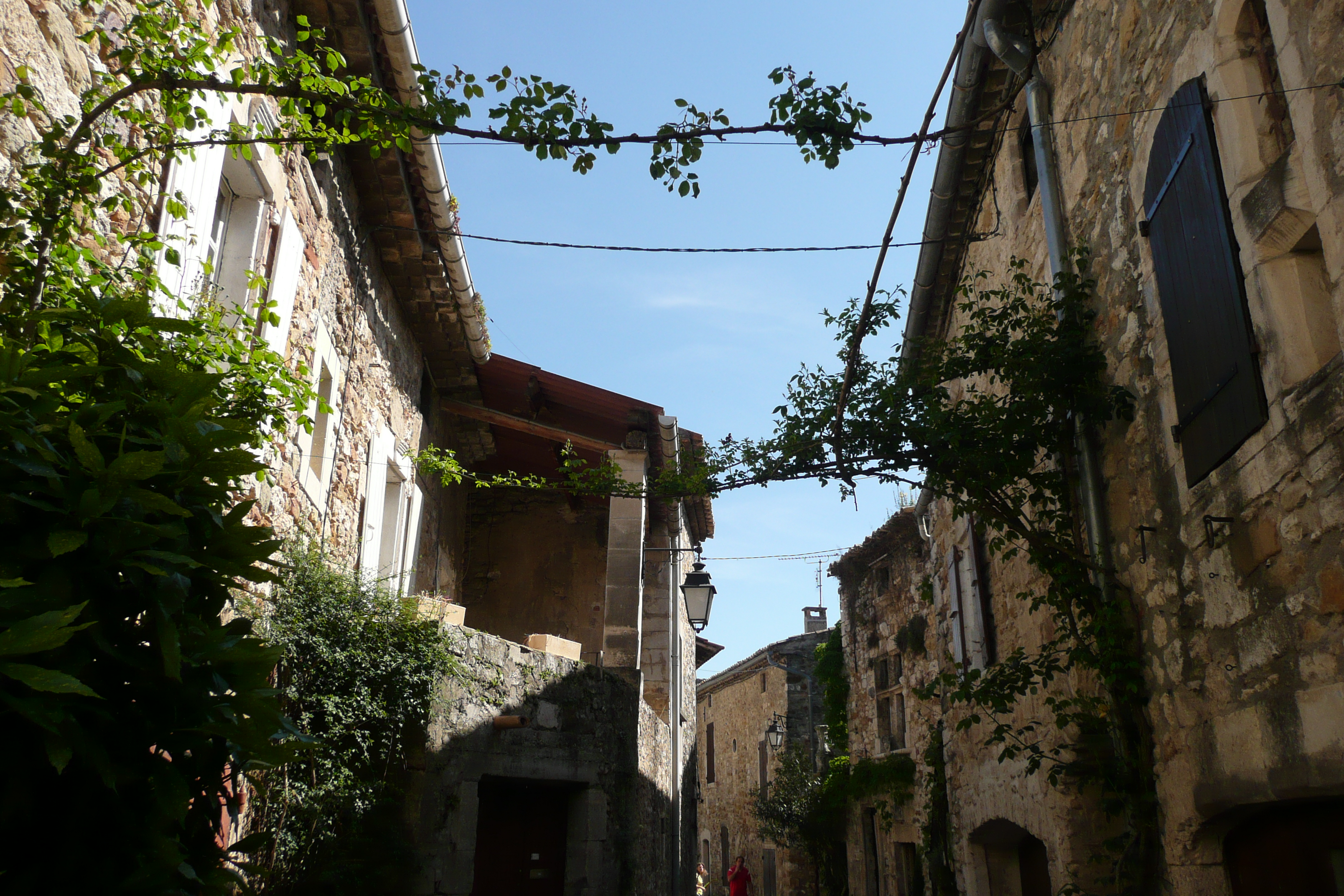
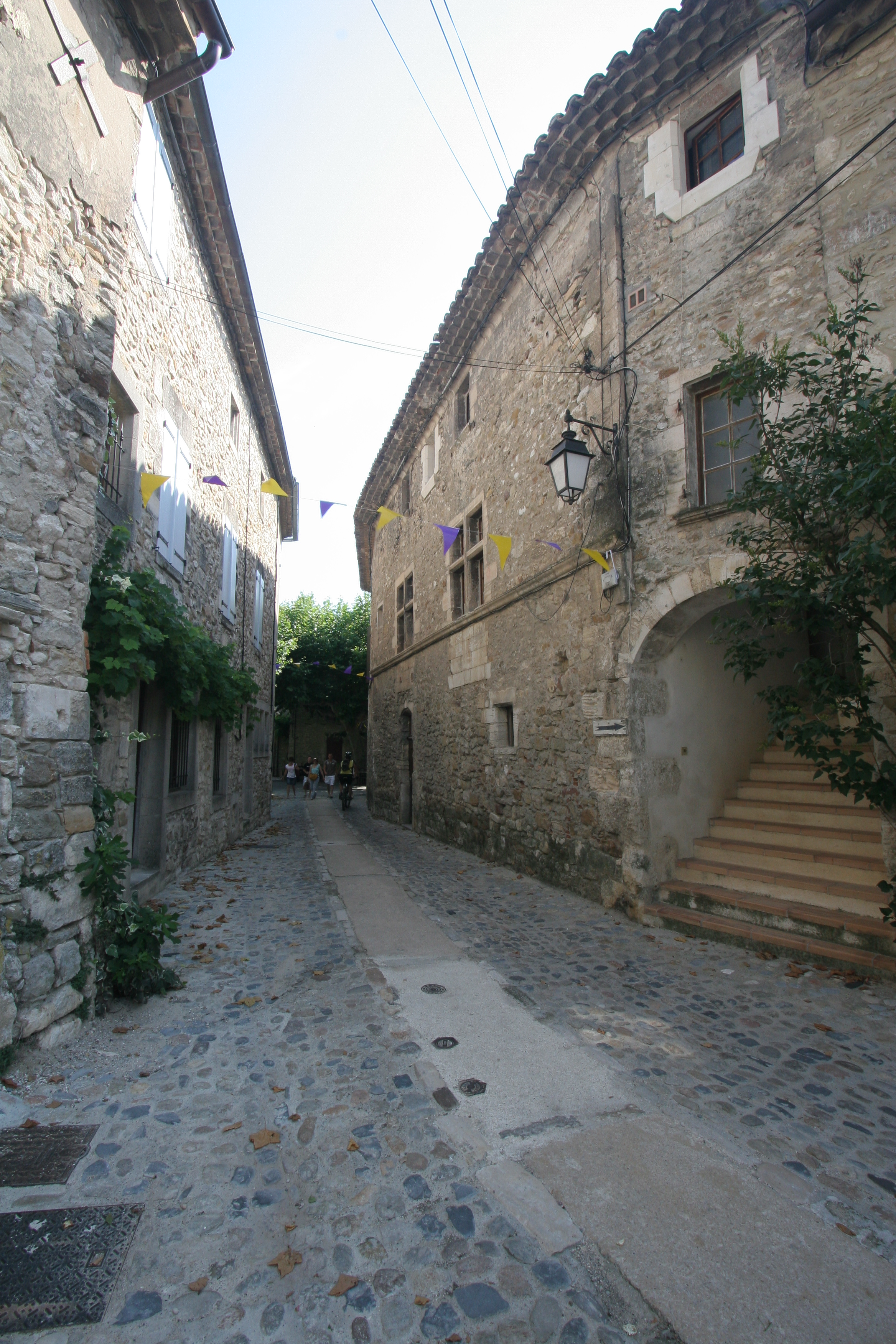
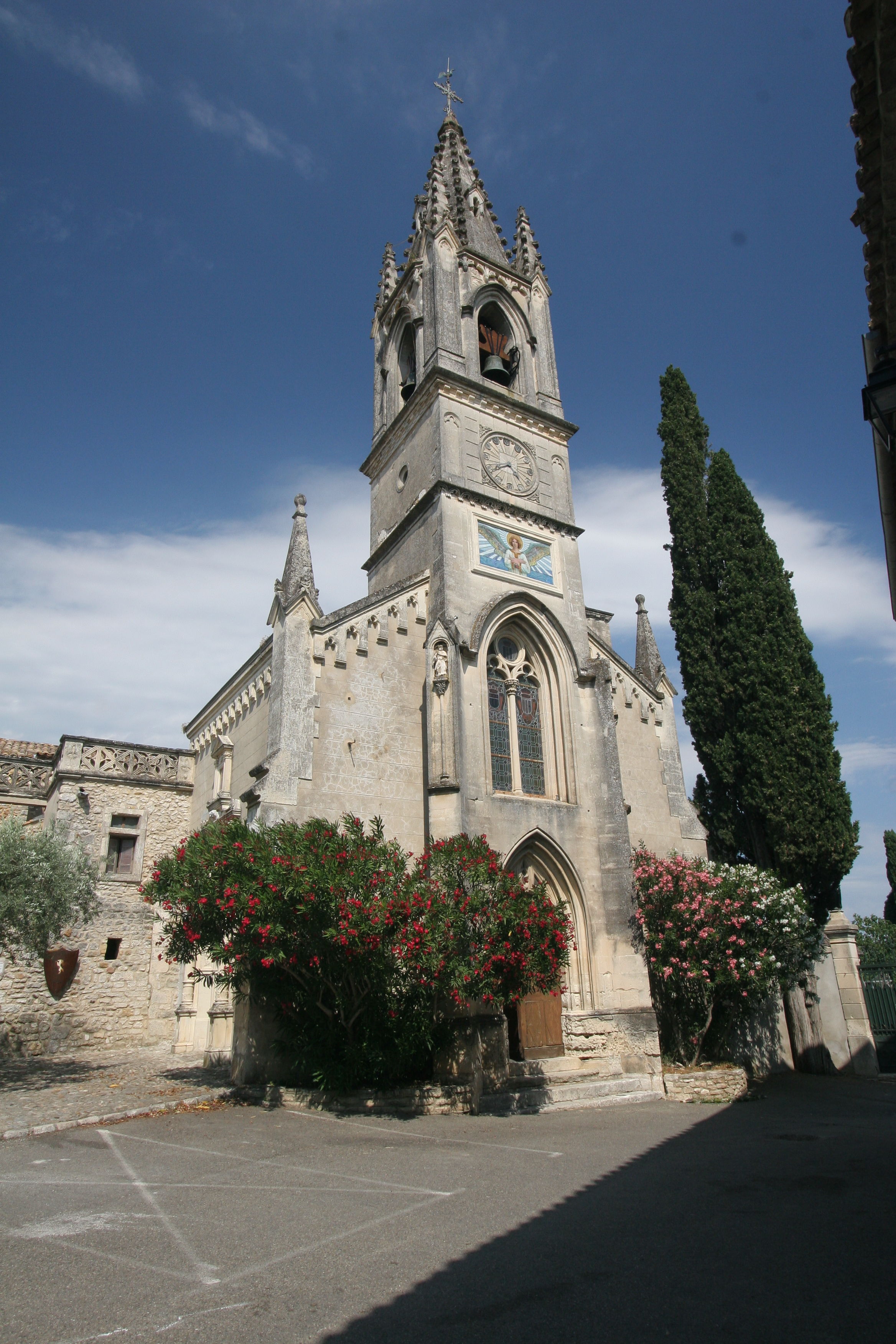
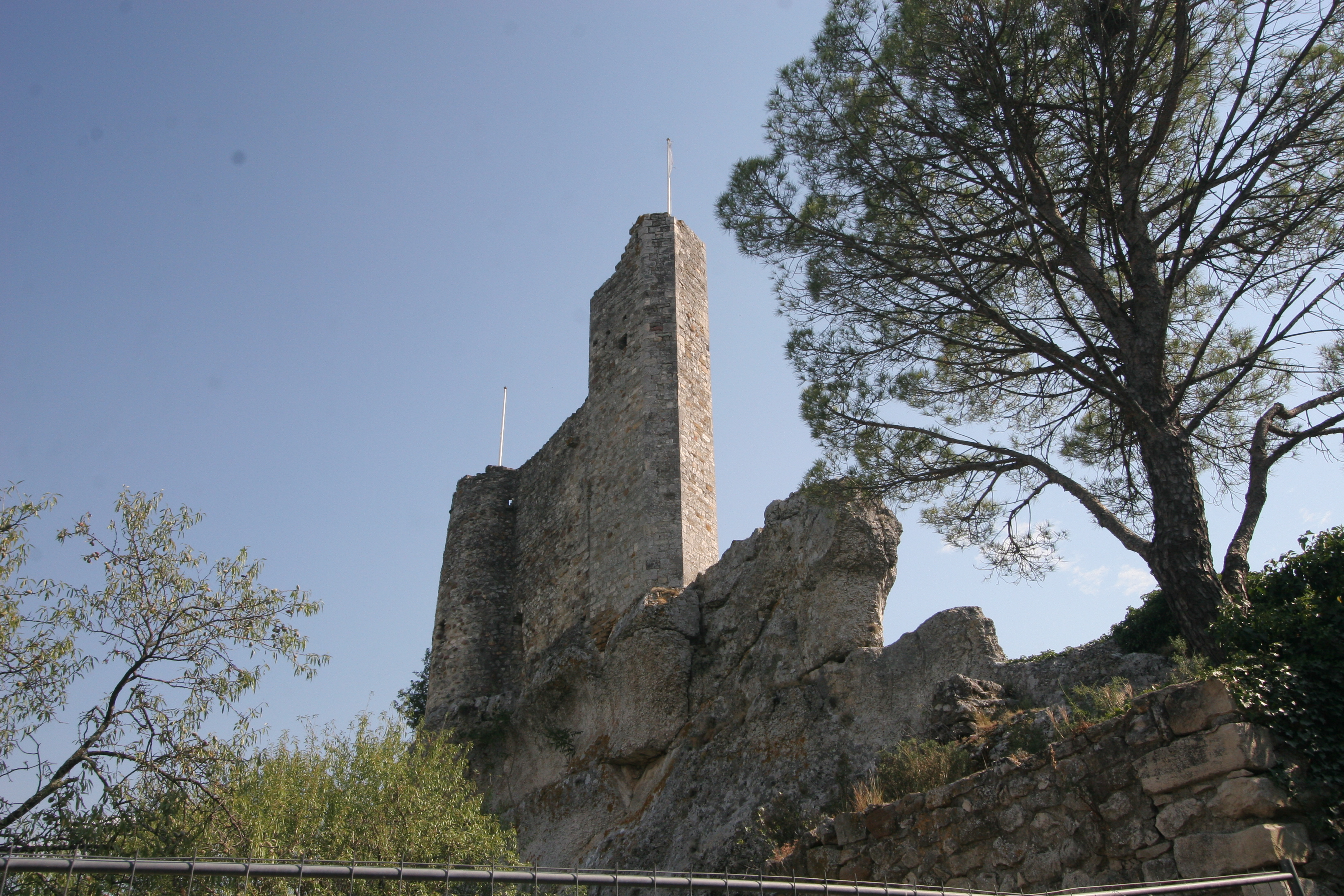
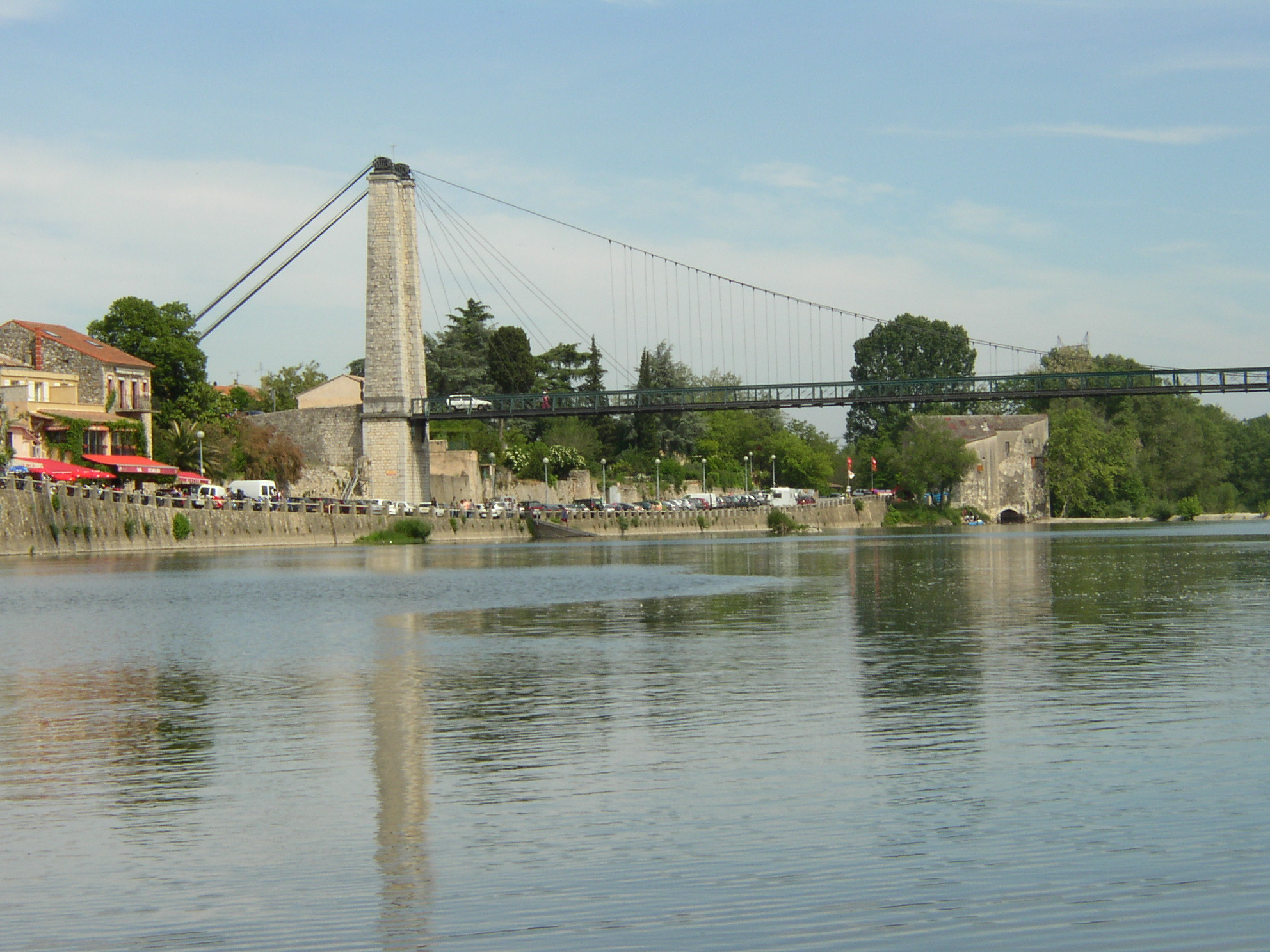
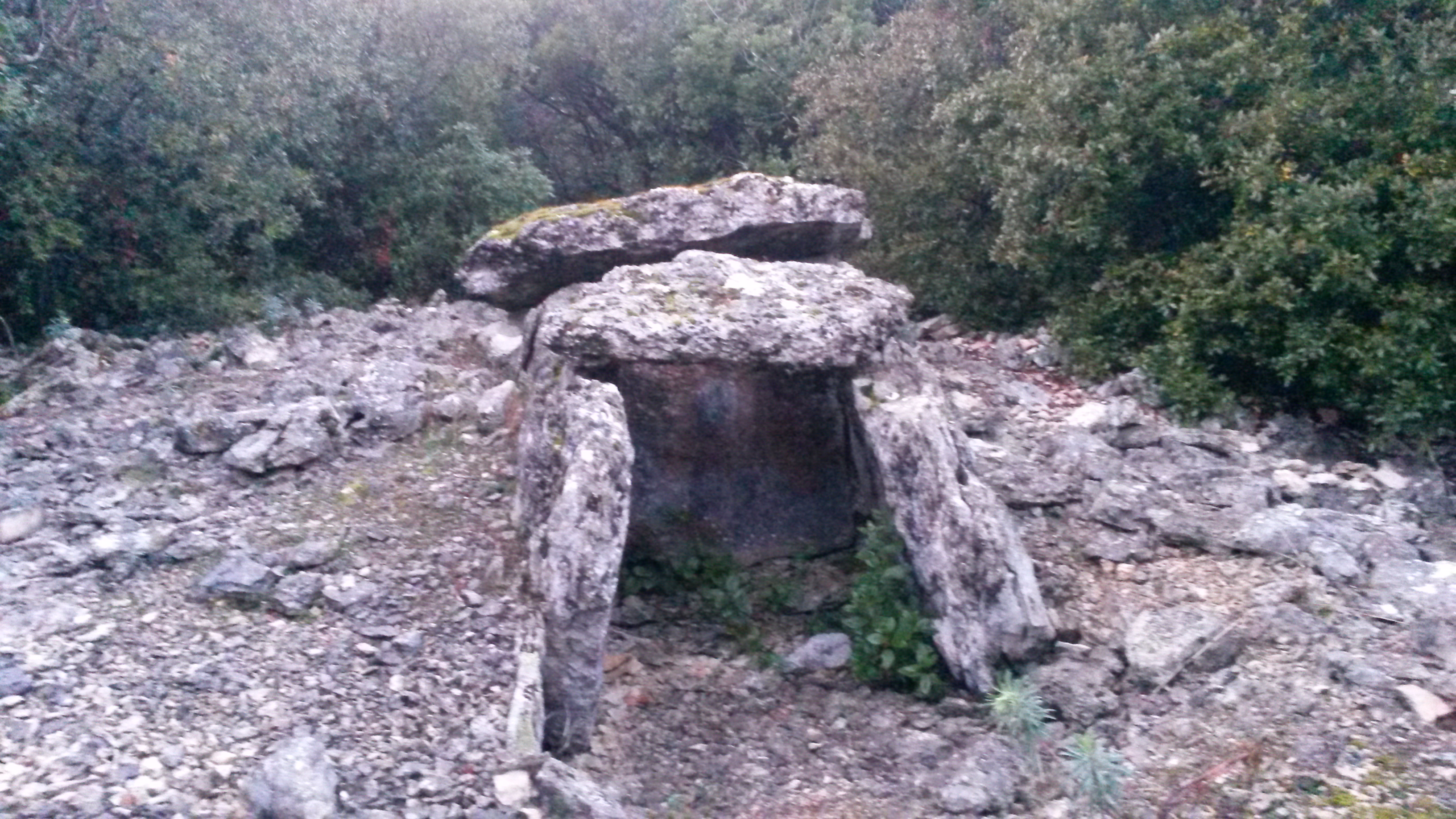

## ゆかりの人物
- フレデリック・フュゼ（fr、1915年没） - カトリックのルーアン大司教。村に恩恵を与えた恩人。実母がエゲーズ出身であった。